# Viktor Bromer
Viktor Bregner Bromer (ur. 20 kwietnia 1993 w Aarhus) – duński pływak, mistrz i wicemistrz Europy na basenie 50 m oraz wicemistrz Europy na basenie 25 m na 200 m stylem motylkowym.
Specjalizuje się w pływaniu stylem motylkowym i zmiennym.